# Stellkopf (Goldberggruppe)
Der Stellkopf ist ein 2852 m ü. A. hoher Berg in der Goldberggruppe der Hohen Tauern in Österreich.
Der Stellkopf liegt an der Grenze zum Nationalpark Hohe Tauern.
Der Aufstieg erfolgt vom Sadnighaus (1875 m) in etwa 2,5 Stunden. Nach einem flachen Stück zur Kröllalm (1961 m) steigt der Weg in mehreren Stufen von jeweils 150 bis 300 Höhenmetern zum Butzentörl (2714 m) an. Von hier erreicht man den Gipfel über seinen flachen Südwestrücken.
Vom Gipfel hat man einen Rundblick auf Schobergruppe, Goldberggruppe, Kreuzberggruppe und Lienzer Dolomiten.